# Pedrosa del Rey
Pedrosa del Rey is een gemeente in de Spaanse provincie Valladolid in de regio Castilië en León met een oppervlakte van 51,93 km². Pedrosa del Rey telt 196 inwoners (1 januari 2016).

## Demografische ontwikkeling
Bron: INE, 1857-2011: volkstellingen